# Serhij Boebka (atleet)
Serhij Nazarovytsj Boebka (Oekraïens: Сергій Назарович Бубка; Russisch: Сергей Назарович Бубка, Sergej Nazarovitsj Boebka) (Loehansk, (Sovjet-Unie, nu Oekraïne), 4 december 1963) is een voormalige Oekraïense atleet, die overigens gedurende een groot deel van zijn atletiekloopbaan voor de Sovjet-Unie uitkwam. Hij was nadien enkele jaren lid van Oekraïens parlement. Hij is de eerste polsstokhoogspringer die 6,10 m sprong. In totaal verbeterde hij 35 maal het wereldrecord (17 x outdoor en 18 x indoor). Zijn persoonlijk record (outdoor) van 6,14, is gesprongen op 31 juli 1994 in Sestriere, Italië.

## Biografie
Boebka begon al op negenjarige leeftijd met polsstokhoogspringen. Hij werd actief in de internationale wereldatletiek in 1983, toen hij in Helsinki met 5,70 won. In de jaren die volgden stelde Boebka de nieuwe normen op het gebied van polsstokhoogspringen. Hij overschreed 6 meter op 13 juli 1985 in Parijs. Deze hoogte was lang beschouwd als onbereikbaar. Boebka verbeterde beetje bij beetje zijn eigen record. In 1988 bereikte hij 6,06 in Nice, Frankrijk. Dit verhoogde de spanning of hij de 6,10 bij de Olympische Spelen in Seoel in hetzelfde jaar kon halen. Hij stelde enigszins teleur, maar won toch de gouden medaille met 5,90. Omdat de Sovjet-Unie de Olympische Spelen van 1984 boycotte, kon hij hieraan niet deelnemen.
Boebka verhoogde het wereldrecord met 30 centimeter tussen 1984 en 1994. Meestal verbeterde hij het record met 1 cm om zo het prijzengeld te incasseren. Verrassend genoeg slaagde Boebka er niet in om op de Olympische Spelen van 1992 in Barcelona goud te halen, omdat hij op de aanvangshoogte drie keer fout sprong. Hij stelde vervolgens wel het wereldrecord op 6,14 in 1994. Dit nadat sommige commentatoren reeds de teruggang van de grote sportman hadden voorspeld. In 1996 was Boebka gekwalificeerd voor de Olympische Spelen van Atlanta. Een blessure verhinderde hem echter aan deze spelen deel te nemen.
De sleutel tot het succes van Serhij Boebka was zijn snelheid en kracht. Dit liet hem toe om stokken te gebruiken die langer en stijver waren dan de normaal gebruikte. Dit resulteerde in betere catapulting-actie. Hij werd ook geroemd om zijn techniek. Hij greep de stok opmerkelijk hoger dan zijn concurrenten.
Boebka werd drie jaar op rij erkend als beste sportman van de Sovjet-Unie, van 1984 tot 1986.
Tussen 2002 en 2006 was hij lid van het Oekraïense parlement, de Verchovna Rada en had zitting in commissies voor jeugdbeleid, fysieke cultuur, sport en toerisme. Bovendien werd hij tijdens een IAAF-congres in Osaka op 22 augustus 2007 gekozen tot vicepresident van de IAAF, tezamen met ex-wereldrecordhouder 800 m Sebastian Coe. Beiden maakten vier jaar lang deel uit van het IAAF-bestuur.
Serhij Boebka is getrouwd en heeft een zoon, geboren in 1987, Sergej Boebka die prof-tennisser is.

## Titels
- Olympisch kampioen polsstokhoogspringen - 1988
- Wereldkampioen polsstokhoogspringen - 1983, 1987, 1991, 1993, 1995
- Wereldindoorkampioen polsstokhoogspringen - 1985, 1987, 1991, 1995
- Europees kampioen polsstokhoogspringen - 1986
- Europees indoorkampioen polsstokhoogspringen - 1985
- Sovjet kampioen polsstokhoogspringen - 1984
- Sovjet indoorkampioen polsstokhoogspringen - 1986, 1991

## Persoonlijke records
| Onderdeel                      | Prestatie      | Datum            | Plaats    |
| ------------------------------ | -------------- | ---------------- | --------- |
| polsstokhoogspringen (outdoor) | 6,14 m (ex-WR) | 31 juli 1994     | Sestriere |
| polsstokhoogspringen (indoor)  | 6,15 m (ex-WR) | 21 februari 1993 | Donetsk   |

## Wereldrecords
| Hoogte (m) | Datum             | Plaats      |
| ---------- | ----------------- | ----------- |
| 5,85       | 26 mei 1984       | Bratislava  |
| 5,88       | 2 juni 1984       | Saint Denis |
| 5,90       | 13 juli 1984      | Londen      |
| 5,94       | 31 augustus 1984  | Rome        |
| 6,00       | 13 juli 1985      | Parijs      |
| 6,01       | 8 juli 1986       | Moskou      |
| 6,03       | 23 juni 1987      | Praag       |
| 6,05       | 9 juni 1988       | Bratislava  |
| 6,06       | 10 juli 1988      | Nice        |
| 6,07       | 6 mei 1991        | Shizuoka    |
| 6,08       | 9 juni 1991       | Moskou      |
| 6,09       | 8 juli 1991       | Formia      |
| 6,10       | 5 augustus 1991   | Malmö       |
| 6,11       | 13 juni 1992      | Dijon       |
| 6,12       | 30 augustus 1992  | Padua       |
| 6,13       | 19 september 1992 | Tokio       |
| 6,14       | 31 juli 1994      | Sestriere   |

| Hoogte (m) | Datum            | Plaats        |
| ---------- | ---------------- | ------------- |
| 5,81       | 15 januari 1984  | Vilnius       |
| 5,82       | 1 februari 1984  | Milaan        |
| 5,83       | 10 februari 1984 | Inglewood     |
| 5,87       | 15 januari 1986  | Osaka         |
| 5,92       | 8 februari 1986  | Moskou        |
| 5,94       | 21 februari 1986 | Inglewood     |
| 5,95       | 28 februari 1986 | New York      |
| 5,96       | 15 januari 1987  | Osaka         |
| 5,97       | 17 maart 1987    | Turijn        |
| 6,03       | 11 februari 1989 | Osaka         |
| 6,05       | 17 maart 1990    | Donetsk       |
| 6,08       | 9 februari 1991  | Volgograd     |
| 6,10       | 15 maart 1991    | San Sebastian |
| 6,11       | 19 maart 1991    | Donetsk       |
| 6,12       | 23 februari 1991 | Grenoble      |
| 6,13       | 22 februari 1992 | Berlijn       |
| 6,14       | 13 februari 1993 | Liévin        |
| 6,15       | 21 februari 1993 | Donetsk       |

## Palmares

### polsstokhoogspringen
- 1983:  WK - 5,70 m
- 1984:  Vriendschapsspelen - 5,70 m
- 1985:  EK indoor - 5,70 m
- 1985:  WK indoor - 5,75 m
- 1985:  Europacup - 5,80 m
- 1985:  Grand Prix Finale - 5,85 m
- 1985:  Wereldbeker - 5,85 m
- 1986:  EK - 5,85 m
- 1986:  Goodwill Games - 6,01 m
- 1987:  WK indoor - 5,85 m
- 1987:  WK - 5,85 m
- 1987:  Grand Prix Finale - 5,80 m
- 1988:  OS - 5,90 m
- 1989: 4e Grand Prix Finale - 5,60 m
- 1991:  WK indoor - 6,00 m
- 1991:  WK - 5,95 m
- 1991:  Grand Prix Finale - 5,85 m
- 1992:  Grand Prix Finale - 5,70 m
- 1993:  Europacup - 5,80 m
- 1993:  WK - 6,00 m
- 1993:  Grand Prix Finale - 6,05 m
- 1994:  Grand Prix Finale - 5,90 m
- 1994:  Goodwill Games - 5,70 m
- 1995:  WK indoor - 5,90 m
- 1995:  WK - 5,92 m
- 1995:  Grand Prix Finale - 5,90 m
- 1997:  WK - 6,01 m
- 1997:  Grand Prix finale - 6,05 m

## Onderscheidingen
- Europees sportman van het jaar (Frank Taylor Trofee) - 1985, 1988, 1991
- IAAF Hall of Fame - 2012

1896: Welles Hoyt ·
1900: Irving Baxter ·
1904: Charles Dvorak ·
1908: Edward Cook & Alfred Gilbert ·
1912: Harry Babcock ·
1920: Frank Foss ·
1924: Lee Barnes ·
1928: Sabin Carr ·
1932: Bill Miller ·
1936: Earle Meadows ·
1948: Guinn Smith ·
1952: Bob Richards ·
1956: Bob Richards ·
1960: Don Bragg ·
1964: Fred Hansen ·
1968: Bob Seagren ·
1972: Wolfgang Nordwig ·
1976: Tadeusz Ślusarski ·
1980: Władysław Kozakiewicz ·
1984: Pierre Quinon ·
1988: Serhij Boebka ·
1992: Maksim Tarasov ·
1996: Jean Galfione ·
2000: Nick Hysong ·
2004: Tim Mack ·
2008: Steven Hooker ·
2012: Renaud Lavillenie ·
2016: Thiago Braz da Silva ·
2020: Armand Duplantis ·
2024: Armand Duplantis
1983 Serhij Boebka · 
1987 Serhij Boebka · 
1991 Serhij Boebka · 
1993 Serhij Boebka · 
1995 Serhij Boebka · 
1997 Serhij Boebka · 
1999 Maksim Tarasov · 
2001 Dmitri Markov · 
2003 Giuseppe Gibilisco · 
2005 Rens Blom ·
2007 Brad Walker ·
2009 Steven Hooker ·
2011 Paweł Wojciechowski ·
2013 Raphael Holzdeppe ·
2015 Shawnacy Barber ·
2017 Sam Kendricks ·
2019 Sam Kendricks ·
2022 Armand Duplantis ·
2023 Armand Duplantis
- Gemeinsame Normdatei: 1081906871
- World Athletics: 14229786
- International Standard Name Identifier: 0000 0000 4077 6955
- Library of Congress Control Number: n2006006483
- Nationale Bibliotheek van Letland: 000284982
- Bibliotheek van het Japanse parlement: 001347990
- Nationale Bibliotheek van Tsjechië: xx0030949
- Nationale Bibliotheek van Israël: 987007518933905171
- Nationale Bibliotheek van Polen: a0000003572194
- Système universitaire de documentation: 232626839
- Virtual International Authority File: 33879557
- WorldCat: E39PBJqQymw9yYbqDMwkGTwwG3